# Sinfonia n. 4 (Glazunov)
La Sinfonia n. 4 in mi bemolle maggiore, Op. 48 di Aleksandr Konstantinovič Glazunov fu composta nel 1893.

## Storia della composizione
Terminata del dicembre del 1893, la sinfonia fu dedicata ad Anton Rubinštejn e fu eseguita per la prima volta il 22 gennaio 1894 sotto la direzione di Nikolaj Rimskij-Korsakov, che definì il lavoro "meraviglioso, nobile, espressivo". La sinfonia è composta da tre movimenti, anziché i canonici quattro.